# سیدنی وربا
سیدنی وربا (انگلیسی: Sidney Verba؛ زادهٔ ۲۶ مهٔ ۱۹۳۲ - ۴ مارس ۲۰۱۹) پژوهشگر علوم سیاسی، کتابدار و استاد دانشگاه هاروارد اهل ایالات متحده آمریکا بود. پژوهش‌های وی بر موضوعاتی مانند سیاست در آمریکا و سیاست‌های مقایسه‌ای متمرکز است. وربا از سال ۱۹۸۴ تا ۲۰۰۷ مدیر کتابخانه دانشگاه هاروارد بوده است.
سرانجام سیدنی وربا در ۸۶ سالگی در گذشت.